# Aachener Turn- und Sportverein Alemannia 1900 2002-2003
Questa voce raccoglie le informazioni riguardanti il Aachener Turn- und Sportverein Alemannia 1900 nelle competizioni ufficiali della stagione 2002-2003.

## Stagione
Nella stagione 2002-2003 l'Alemannia, allenato da Jörg Berger, concluse il campionato di 2. Bundesliga al 6º posto. In Coppa di Germania l'Alemannia fu eliminato al primo turno dal Bahlinger SC.

## Rosa
| N. |                                 | Ruolo | Calciatore          |
| -- | ------------------------------- | ----- | ------------------- |
| 1  | Germania (bandiera)             | P     | Stephan Straub      |
| 3  | Germania (bandiera)             | D     | Alexander Klitzpera |
| 4  | Paesi Bassi (bandiera)          | D     | Quido Lanzaat       |
| 6  | Germania (bandiera)             | D     | Willi Landgraf      |
| 7  | Bosnia ed Erzegovina (bandiera) | C     | Ivica Grlić         |
| 8  | Paesi Bassi (bandiera)          | C     | Eric van der Luer   |
| 9  | Polonia (bandiera)              | A     | Mirosław Spizak     |
| 10 | Germania (bandiera)             | C     | Karlheinz Pflipsen  |
| 11 | Germania (bandiera)             | C     | Daniel Ferl         |
| 12 | Zimbabwe (bandiera)             | D     | George Mbwando      |
| 13 | Ghana (bandiera)                | A     | Baba Iddi           |
| 14 | Germania (bandiera)             | D     | Daniel Rosin        |
| 15 | Camerun (bandiera)              | C     | Thierry Bayock      |

| N. |                               | Ruolo | Calciatore         |
| -- | ----------------------------- | ----- | ------------------ |
| 16 | Germania (bandiera)           | A     | Stephan Lämmermann |
| 17 | Germania (bandiera)           | A     | Mark Zimmermann    |
| 18 | Paesi Bassi (bandiera)        | D     | Henri Heeren       |
| 19 | Ghana (bandiera)              | D     | Edwin Bediako      |
| 20 | Belgio (bandiera)             | A     | Marc Keller        |
| 21 | Germania (bandiera)           | D     | Ralph Gunesch      |
| 23 | Macedonia del Nord (bandiera) | A     | Josef Ivanović     |
| 24 | Germania (bandiera)           | P     | Dirk Memmersheim   |
| 25 | Germania (bandiera)           | D     | David Marso        |
| 26 | Guinea (bandiera)             | A     | Taifour Diane      |
| 27 | Germania (bandiera)           | D     | Dirk Caspers       |
| 31 | Germania (bandiera)           | A     | Emmanuel Krontiris |

## Organigramma societario
Area tecnica
- Allenatore: Jörg Berger
- Allenatore in seconda: Frank Engel, Jörg Jakobs
- Preparatore dei portieri:
- Preparatori atletici:

## Calciomercato

### Sessione estiva
| Acquisti | Acquisti            | Acquisti               | Acquisti |
| R.       | Nome                | da                     | Modalità |
| -------- | ------------------- | ---------------------- | -------- |
| D        | Dirk Caspers        | Borussia M'gladbach II |          |
| C        | Daniel Ferl         | Lokomotive Lipsia      |          |
| D        | Alexander Klitzpera | Arminia Bielefeld      |          |
| D        | Quido Lanzaat       | Borussia M'gladbach    |          |
| D        | George Mbwando      | Lubecca                |          |
| A        | Mirosław Spizak     | Unterhaching           |          |
| C        | Eric van der Luer   | Roda JC                |          |

| Cessioni | Cessioni          | Cessioni                | Cessioni |
| R.       | Nome              | da                      | Modalità |
| -------- | ----------------- | ----------------------- | -------- |
| C        | Manuel Benthin    | Alemannia Aquisgrana II |          |
| C        | Olivier Caillas   | Greuther Fürth          |          |
| A        | Markus Daun       | Werder Brema            |          |
| D        | Ralph Gunesch     | Alemannia Aquisgrana II |          |
| D        | Sascha Hildmann   | Pirmasens               |          |
| C        | Goran Lozanovski  | Adelaide City           |          |
| D        | Bart Meulenberg   | Fortuna Sittard         |          |
| D        | Bernd Rauw        | Arminia Bielefeld       |          |
| P        | Christian Schmidt | Alemannia Aquisgrana II |          |
| D        | Marc Spanier      | Reutlingen              |          |
| A        | Xie Hui           | Greuther Fürth          |          |

### Sessione invernale
| Acquisti | Acquisti           | Acquisti          | Acquisti |
| R.       | Nome               | da                | Modalità |
| -------- | ------------------ | ----------------- | -------- |
| A        | Emmanuel Krontiris | Borussia Dortmund |          |

| Cessioni | Cessioni      | Cessioni         | Cessioni |
| R.       | Nome          | da               | Modalità |
| -------- | ------------- | ---------------- | -------- |
| D        | Frank Schmidt | Waldhof Mannheim |          |

## Risultati

### 2. Bundesliga

#### Girone di andata
| Arbitro: | Scheppe |

|  |           |                |
|  | Marcatori | 46’ Bajramović |

| Fürth 16 agosto 2002, ore 19:00 CEST 2ª giornata | Greuther Fürth | 0 – 0 referto | Alemannia Aquisgrana | Playmobil-Stadion (5 500 spett.)\| Arbitro: \| Pickel \| |
| Arbitro:                                         | Pickel         |               |                      |                                                          |

| Aquisgrana 26 agosto 2002, ore 20:15 CEST 3ª giornata | Alemannia Aquisgrana | 0 – 0 referto | Colonia | Stadio Tivoli (20 800 spett.)\| Arbitro: \| Sippel \| |
| Arbitro:                                              | Sippel               |               |         |                                                       |

| Arbitro: | Weber |

|              |           |                          |
| Agu 50’, 77’ | Marcatori | 4’ Ivanović 60’ Pflipsen |

| Arbitro: | Kemmling |

|                        |           |  |
| Grlić 67’ Ivanović 71’ | Marcatori |  |

| Arbitro: | Schmidt |

|                             |           |                                    |
| Ebbers 32’, 58’ Emerson 80’ | Marcatori | 31’ Ivanović 39’ Lanzaat 45’ Grlić |

| Arbitro: | Kammerer |

|                                                    |           |            |
| Kevric 17’ (rig.), 52’ (rig.) Labak 42’ Koster 47’ | Marcatori | 75’ Bayock |

| Arbitro: | Voss |

|              |           |  |
| Ivanović 42’ | Marcatori |  |

| Arbitro: | Meyer |

|                   |           |                       |
| Arnold 71’ (rig.) | Marcatori | 77’ Bediako 86’ Grlić |

| Arbitro: | Stark |

|                                           |           |             |
| Ivanović 25’, 75’ Spizak 85’ Pflipsen 90’ | Marcatori | 80’ Türkmen |

| Arbitro: | Schalk |

|                                      |           |                              |
| Rische 24’ Mazingu-Dinzey 32’ (rig.) | Marcatori | 23’ Pflipsen 45’, 47’ Spizak |

| Arbitro: | Kammerer |

|                                          |           |  |
| Ivanović 20’ van der Luer 40’ Spizak 46’ | Marcatori |  |

| Arbitro: | Perl |

|                               |           |                     |
| Voronin 21’ Abel 56’ Buck 89’ | Marcatori | 34’ (rig.) Pflipsen |

| Arbitro: | Kircher |

|            |           |                            |
| Spizak 27’ | Marcatori | 50’ Plassnegger 82’ Zinnow |

| Arbitro: | Walz |

|               |           |              |
| Radulović 59’ | Marcatori | 14’ Ivanović |

| Arbitro: | Marks |

|                               |           |             |
| Ivanović 23’, 60’ Lanzaat 30’ | Marcatori | 53’ Frommer |

| Arbitro: | Trautmann |

|                |           |                                   |
| Kurbjuweit 88’ | Marcatori | 36’, 50’, 73’ Ivanović 51’ Bayock |

#### Girone di ritorno
| Arbitro: | Fröhlich |

|                      |           |             |
| Klitzpera 50’ (aut.) | Marcatori | 78’ Lanzaat |

| Arbitro: | Wack |

|                             |           |                         |
| Lottner 45’, 52’ Kringe 66’ | Marcatori | 70’, 83’, 90’ Krontiris |

| Arbitro: | Strampe |

|                         |           |                              |
| Spizak 18’ Ivanović 28’ | Marcatori | 22’, 45’, 49’ Younga-Mouhani |

| Arbitro: | Voss |

|              |           |                       |
| Labbadia 39’ | Marcatori | 46’ Rosin 59’ Mbwando |

| Arbitro: | Brych |

|             |           |  |
| Caspers 62’ | Marcatori |  |

| Aquisgrana 5 marzo 2003, ore 18:00 CET 19ª giornata | Alemannia Aquisgrana | 0 – 0 referto | Greuther Fürth | Stadio Tivoli (13 170 spett.)\| Arbitro: \| Weber \| |
| Arbitro:                                            | Weber                |               |                |                                                      |

| Arbitro: | Perl |

|  |           |           |
|  | Marcatori | 43’ Labak |

| Arbitro: | Fandel |

|           |           |           |
| Skela 30’ | Marcatori | 35’ Rosin |

| Arbitro: | Fleischer |

|                                       |           |  |
| Klitzpera 6’ Mbwando 20’ Ivanović 55’ | Marcatori |  |

| Arbitro: | Schmidt |

|                  |           |  |
| Kruppke 14’, 74’ | Marcatori |  |

| Arbitro: | Weber |

|             |           |                           |
| Mbwando 61’ | Marcatori | 9’ Schanda 40’, 52’ Choji |

| Arbitro: | Stachowiak |

|                                        |           |                          |
| Grlić 55’ (aut.) Wehlage 57’ Keïta 62’ | Marcatori | 13’ Krontiris 29’ Heeren |

| Arbitro: | Rafati |

|                                      |           |  |
| Krontiris 31’ Grlić 52’ Ivanović 74’ | Marcatori |  |

| Arbitro: | Albrecht |

|                      |           |             |
| Plassnegger 24’, 29’ | Marcatori | 15’ Lanzaat |

| Arbitro: | Kemmling |

|                           |           |  |
| Krontiris 1’ Ivanović 72’ | Marcatori |  |

| Arbitro: | Weiner |

|                                             |           |  |
| Würll 25’, 42’, 75’ Frommer 65’ (rig.), 79’ | Marcatori |  |

| Arbitro: | Schmidt |

|                                                                   |           |            |
| Grlić 11’ (rig.) Klitzpera 19’ Ivanović 66’ (rig.) Zimmermann 89’ | Marcatori | 51’ Gerber |

### Coppa di Germania
| Arbitro: | Raquet |

|           |           |  |
| Sieah 13’ | Marcatori |  |

## Statistiche

### Statistiche di squadra
| Competizione      | Punti | In casa | In casa | In casa | In casa | In casa | In casa | In trasferta | In trasferta | In trasferta | In trasferta | In trasferta | In trasferta | Totale | Totale | Totale | Totale | Totale | Totale | DR |
| Competizione      | Punti | G       | V       | N       | P       | Gf      | Gs      | G            | V            | N            | P            | Gf           | Gs           | G      | V      | N      | P      | Gf     | Gs     | DR |
| ----------------- | ----- | ------- | ------- | ------- | ------- | ------- | ------- | ------------ | ------------ | ------------ | ------------ | ------------ | ------------ | ------ | ------ | ------ | ------ | ------ | ------ | -- |
| 2. Bundesliga     | 51    | 17      | 10      | 2       | 5       | 30      | 13      | 17           | 4            | 7            | 6            | 27           | 35           | 34     | 14     | 9      | 11     | 57     | 48     | +9 |
| Coppa di Germania | -     | 0       | 0       | 0       | 0       | 0       | 0       | 1            | 0            | 0            | 1            | 0            | 1            | 1      | 0      | 0      | 1      | 0      | 1      | -1 |
| Totale            | 51    | 17      | 10      | 2       | 5       | 30      | 13      | 18           | 4            | 7            | 7            | 27           | 36           | 35     | 14     | 9      | 12     | 57     | 49     | +8 |

### Andamento in campionato
| Giornata  | 1  | 2  | 3  | 4  | 5  | 6  | 7  | 8  | 9  | 10 | 11 | 12 | 13 | 14 | 15 | 16 | 17 | 18 | 19 | 20 | 21 | 22 | 23 | 24 | 25 | 26 | 27 | 28 | 29 | 30 | 31 | 32 | 33 | 34 |
| --------- | -- | -- | -- | -- | -- | -- | -- | -- | -- | -- | -- | -- | -- | -- | -- | -- | -- | -- | -- | -- | -- | -- | -- | -- | -- | -- | -- | -- | -- | -- | -- | -- | -- | -- |
| Luogo     | C  | T  | C  | T  | C  | T  | T  | C  | T  | C  | T  | C  | T  | C  | T  | C  | T  | T  | T  | C  | T  | C  | C  | C  | T  | C  | T  | C  | T  | C  | T  | C  | T  | C  |
| Risultato | P  | N  | N  | N  | V  | N  | P  | V  | V  | V  | V  | V  | P  | P  | N  | V  | V  | N  | N  | P  | V  | V  | N  | P  | N  | V  | P  | P  | P  | V  | P  | V  | P  | V  |
| Posizione | 11 | 13 | 13 | 12 | 11 | 12 | 12 | 11 | 10 | 8  | 6  | 4  | 4  | 6  | 7  | 6  | 5  | 5  | 6  | 5  | 6  | 6  | 6  | 6  | 6  | 6  | 7  | 7  | 7  | 6  | 6  | 6  | 7  | 6  |

Legenda:

Luogo: C = Casa; T = Trasferta. Risultato: V = Vittoria; N = Pareggio; P = Sconfitta.

### Statistiche dei giocatori
| Giocatore       | 2. Bundesliga | 2. Bundesliga | 2. Bundesliga | 2. Bundesliga | Coppa di Germania | Coppa di Germania | Coppa di Germania | Coppa di Germania | Totale   | Totale | Totale      | Totale     |
| Giocatore       | Presenze      | Reti          | Ammonizioni   | Espulsioni    | Presenze          | Reti              | Ammonizioni       | Espulsioni        | Presenze | Reti   | Ammonizioni | Espulsioni |
| --------------- | ------------- | ------------- | ------------- | ------------- | ----------------- | ----------------- | ----------------- | ----------------- | -------- | ------ | ----------- | ---------- |
| T. Bayock       | 14            | 2             | 1             | 0             | 0                 | 0                 | 0                 | 0                 | 14       | 2      | 1           | 0          |
| E. Bediako      | 23            | 1             | 3             | 0             | 1                 | 0                 | 0                 | 0                 | 24       | 1      | 3           | 0          |
| D. Caspers      | 10            | 1             | 1             | 0             | 0                 | 0                 | 0                 | 0                 | 10       | 1      | 1           | 0          |
| T. Diane        | 0             | 0             | 0             | 0             | 0                 | 0                 | 0                 | 0                 | 0        | 0      | 0           | 0          |
| D. Ferl         | 11            | 0             | 0             | 0             | 0                 | 0                 | 0                 | 0                 | 11       | 0      | 0           | 0          |
| I. Grlić        | 32            | 5             | 11            | 0             | 1                 | 0                 | 0                 | 0                 | 33       | 5      | 11          | 0          |
| R. Gunesch      | 0             | 0             | 0             | 0             | 0                 | 0                 | 0                 | 0                 | 0        | 0      | 0           | 0          |
| H. Heeren       | 24            | 1             | 1             | 0             | 1                 | 0                 | 0                 | 0                 | 25       | 1      | 1           | 0          |
| B. Iddi         | 0             | 0             | 0             | 0             | 0                 | 0                 | 0                 | 0                 | 0        | 0      | 0           | 0          |
| J. Ivanović     | 32            | 18            | 7             | 0             | 1                 | 0                 | 1                 | 0                 | 33       | 18     | 8           | 0          |
| M. Keller       | 3             | 0             | 0             | 0             | 0                 | 0                 | 0                 | 0                 | 3        | 0      | 0           | 0          |
| A. Klitzpera    | 28            | 2             | 5             | 0             | 1                 | 0                 | 0                 | 0                 | 29       | 2      | 5           | 0          |
| E. Krontiris    | 15            | 6             | 1             | 0             | 0                 | 0                 | 0                 | 0                 | 15       | 6      | 1           | 0          |
| W. Landgraf     | 31            | 0             | 7             | 1             | 1                 | 0                 | 1                 | 0                 | 32       | 0      | 8           | 1          |
| Q. Lanzaat      | 27            | 4             | 5             | 1             | 1                 | 0                 | 1                 | 0                 | 28       | 4      | 6           | 1          |
| S. Lämmermann   | 15            | 0             | 0             | 0             | 1                 | 0                 | 0                 | 0                 | 16       | 0      | 0           | 0          |
| D. Marso        | 0             | 0             | 0             | 0             | 0                 | 0                 | 0                 | 0                 | 0        | 0      | 0           | 0          |
| G. Mbwando      | 28            | 3             | 4             | 1             | 1                 | 0                 | 0                 | 0                 | 29       | 3      | 4           | 1          |
| D. Memmersheim  | 0             | 0             | 0             | 0             | 0                 | 0                 | 0                 | 0                 | 0        | 0      | 0           | 0          |
| K. Pflipsen     | 23            | 4             | 2             | 0             | 1                 | 0                 | 0                 | 0                 | 24       | 4      | 2           | 0          |
| D. Rosin        | 15            | 2             | 1             | 0             | 0                 | 0                 | 0                 | 0                 | 15       | 2      | 1           | 0          |
| F. Schmidt      | 10            | 0             | 0             | 0             | 1                 | 0                 | 0                 | 0                 | 11       | 0      | 0           | 0          |
| M. Spizak       | 33            | 6             | 4             | 0             | 1                 | 0                 | 0                 | 0                 | 34       | 6      | 4           | 0          |
| S. Straub       | 34            | 0             | 0             | 0             | 1                 | 0                 | 0                 | 0                 | 35       | 0      | 0           | 0          |
| M. Zimmermann   | 19            | 1             | 0             | 0             | 1                 | 0                 | 0                 | 0                 | 20       | 1      | 0           | 0          |
| E. van der Luer | 31            | 1             | 3             | 0             | 0                 | 0                 | 0                 | 0                 | 31       | 1      | 3           | 0          |